# Beraeidae
Famille
Les Beraeidae (béraéidés en français) forment une famille de trichoptères qui compte trois genres en Europe :
- Ernodes, avec surtout :
  - Ernodes articularis
- Berae, avec notamment :
  - Berae pullata
- Beraeodes

## Liste des genres
Selon ITIS :
- genre Beraea Stephens, 1833
- genre Beraeamyia Mosely, 1930
- genre Beraeodes Eaton, 1867
- genre Beraeodina Mosely, 1931
- genre Ernodes Wallengren, 1891
- genre Nippoberaea Botosaneanu, Nozaki, & Kagaya, 1995
- genre Notoernodes Andersen & Kjaerandsen, 1997